# Trofie

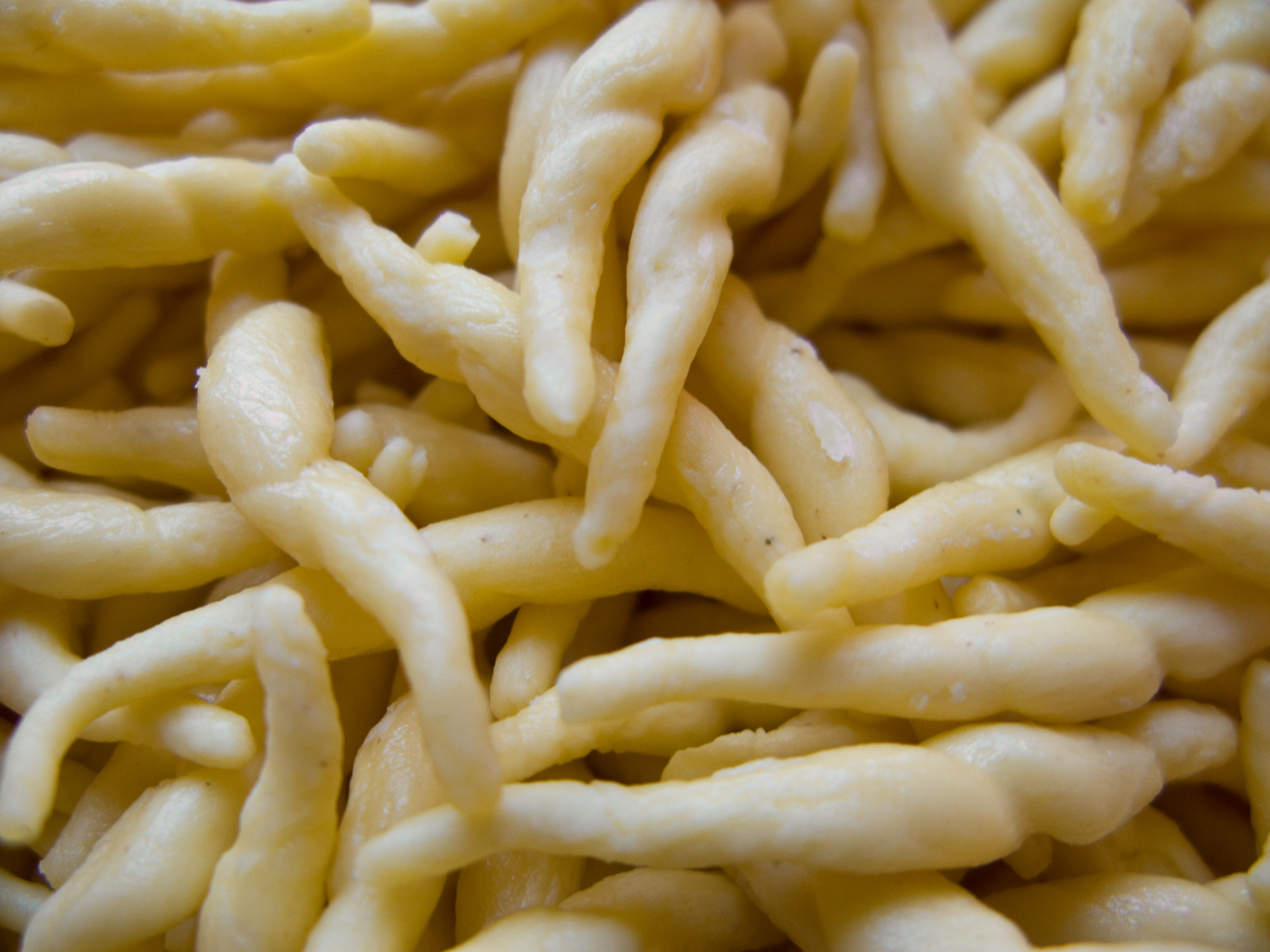
Rohe Trofie

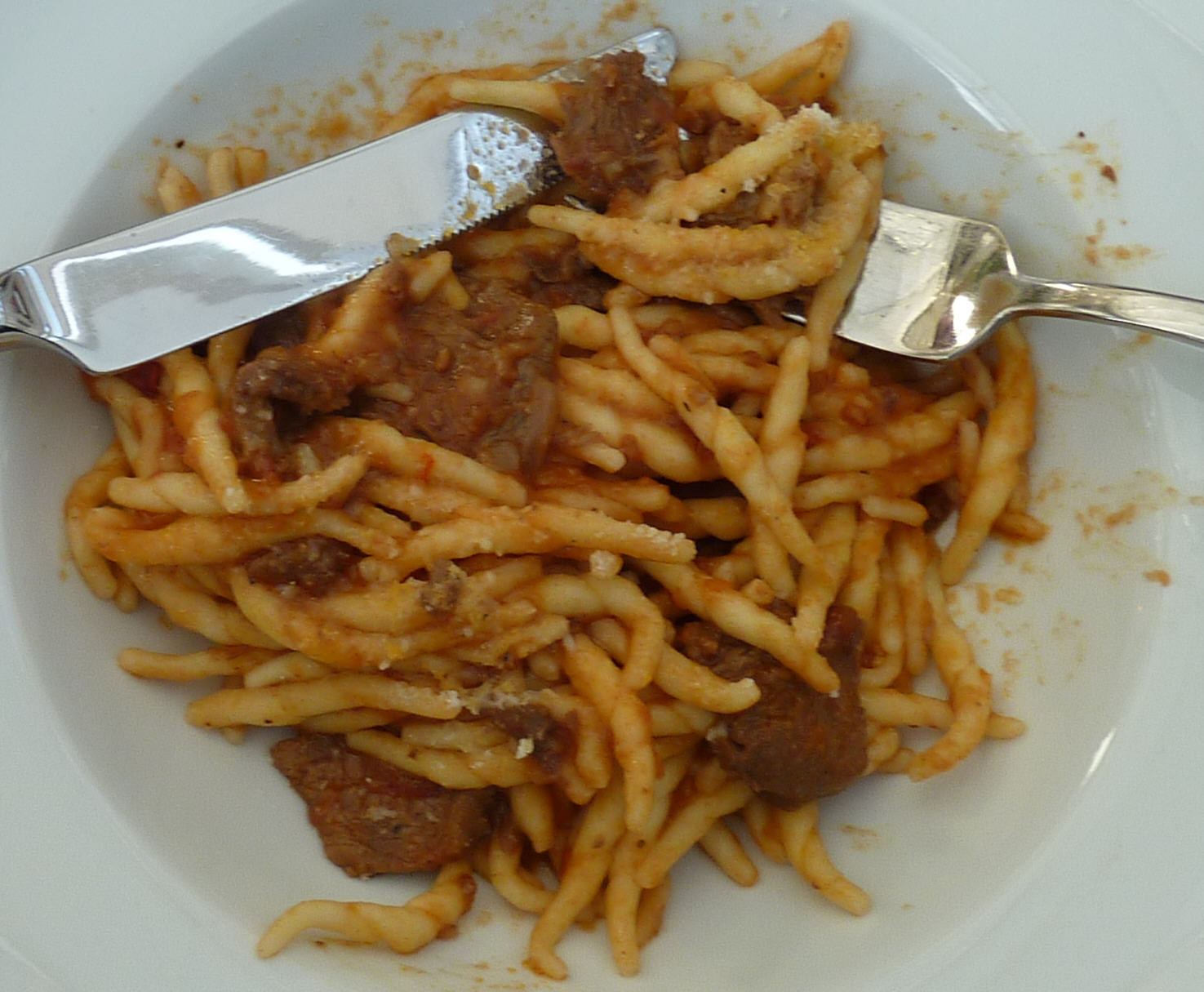
Trofie mit Rinderfiletspitzen

Trofie (auch Trofiette) sind eine Pastaspezialität der ligurischen Küche.
Trofie sind gedrehte Nudeln aus Hartweizengrieß und Wasser mit spitz zulaufenden Enden. Die Bezeichnung geht auf das Wort strofissià zurück, das dem Genueser Dialekt entstammt und auf die scheuernde Bewegung der Hände beim Formen der Nudeln hinweist. Sie sind insbesondere in der Region um Genua bekannt und wurden gegen Ende des 18. Jahrhunderts erfunden. Trofie werden häufig mit Pesto genovese, mit Kartoffeln, Bohnen und Pesto oder mit Rinderfiletspitzen serviert. 